# Sociedade de Engenheiros de Proteção contra Incêndios
A Sociedade de Engenheiros de Proteção contra Incêndios (em inglês:  Society of Fire Protection Engineers, cuja sigla é SFPE) é uma organização profissional norte-americana de engenharia de proteção contra incêndios criada em 1950. A SFPE publica trimestralmente o Journal of Fire Protection Engineering. Em 2005, a sociedade tinha cerca de 4600 membros.